# Benbradagh
Benbradagh är ett berg i Storbritannien.   Det ligger i riksdelen Nordirland, i den västra delen av landet, 600 km nordväst om huvudstaden London. Toppen på Benbradagh är 465 meter över havet.
Terrängen runt Benbradagh är kuperad österut, men västerut är den platt.Runt Benbradagh är det ganska tätbefolkat, med 155 invånare per kvadratkilometer.  Trakten runt Benbradagh består i huvudsak av gräsmarker.